# 洞阔尔·嘎拉森图布登·吉格木得·佳木素
洞阔尔·嘎拉森图布登·吉格木得·佳木素（1855年—1886年）原俗名奈曼道尔吉，法名嘎拉森图布登·吉格木得·佳木素，蒙古族，内蒙古乌兰察布盟四子王旗人，第四世（不计追认）洞阔尔活佛。

## 生平
第四世洞阔尔活佛于咸丰四年（1855年）生于内蒙古乌兰察布盟四子王旗。经过5年寻访，于咸丰十年（1860年）经北京雍和宫抽签选定为转世灵童。同治十一年（1872年），曾向同治帝朝贡。后来，由于患腰腿病不愈，于光绪十二年（1886年）在五当召圆寂